# Quargnento
Quargnento (piemontiul: Quargnent) település Olaszországban, Piemont régióban, Alessandria megyében. Lakosainak száma 1346 fő (2023. január 1.). Quargnento Alessandria, Castelletto Monferrato, Lu e Cuccaro Monferrato, Fubine, San Salvatore Monferrato, Solero és Felizzano községekkel határos.

## Népesség
A település lakossága az elmúlt években az alábbi módon változott:
| Lakosok száma | 1391 | 1409 | 1338 | 1346 |
|               | 2017 | 2018 | 2022 | 2023 |